# Прибой (Сахалинская область)
Прибо́й — село в Холмском городском округе Сахалинской области России, в 9 км от районного центра.

## География
Находится на берегу Татарского пролива.

## История
До 1945 года принадлежало японскому губернаторству Карафуто и называлось Тиконай (яп. 知古内).

## Население
| 2002 | 2010 | 2013 | 2021 |
| ---- | ---- | ---- | ---- |
| 32   | ↘10  | →10  | ↗16  |

По переписи 2002 года население — 32 человека (18 мужчин, 14 женщин). Преобладающая национальность — русские (60 %).